# Джованні Марія Бернардоні
Джованні Марія Бернардоні (іноді Ян Марія Бернардоні, італ. Giovanni Maria Bernardoni, пол. Jan Maria Bernardoni; бл. 1541, Каньо поблизу Комо — 1605, Краків) — архітектор доби Пізнього Відродження і раннього бароко, італієць за походженням, чернець-єзуїт, що працював переважно в Речі Посполитій і на землях сучасної Західної Білорусі на зламі 16-17 ст.

## Життєпис

### Італійський період
Народився в містечку Каньо, що розташоване за 15 км на захід від Комо, Міланське герцогство. У віці 23 років прибув до Риму з метою стати ченцем-єзуїтом та архітектором. На іспитах розповів, що вже десять років пропрацював на будівництві. Єзуїти в XVI ст. монополізували в Італії освіту та практичну підготовку цілої низки професій, серед яких і архітектура, бо орден діяльно опікувався будівництвом нових храмів в різних країнах і різних континентах. Одразу після прийняття в орден був задіяний на будівництві головного храму єзуїтів — церкви і монастиря Іль Джезу в Римі. Працював під керівництвом тодішнього головного архітектора ордену — Джованні Трістана (1515–1575), бачив і, можливо, вивчав архітектурні проекти Мікеланджело Буонаротті, міг зустрічати архітектора Джакомо да Віньола, який був головним проектантом церкви Іль Джезу. В джерелах того періоду його згадують як «брата-прислужника» та архітектора. Ймовірно, підозрілі і спостережливі єзуїти розгледіли його архітектурні здібності і невдовзі відіслали у Мілан, де він ремонтував і перебудовував колегіальний корпус при церкві Сан Фіделе.
В Італії встиг попрацювати і в єзуїтських місіях в Неаполі та на острові Сардинія. Вже в ці місяці перейшов на посаду практичного архітектора і наглядача за будівництвом, а згодом і проектанта.

### Три роки в Польщі
Був відісланий керівництвом ордену до Польщі, де затримався на три роки (1583–1586). Проектував та наглядав за будівництвом в Познані, в Люблині та в Калішу. Його завдаванням було проектування в означених містах єзуїтських колегіумів. На будівництві в Любліні архітектор затримався найдовше, де зробив щонайменше три проекти колегіуму та будинку для викладачів. Зростання майстерності і самоусвідомлення себе як майстра та спротив занадтим вимогам місцевого керівництва, що бажало, аби він працював за двох майстрів (як його попередник італієць Джузеппе Бріціо), призвело до конфлікту. На архітектора написали донос і відправили в Рим, де означили, що той хоч і проектує, і наглядає за будівництвом, але занадто читає трактати з математики та інших наук. Так з доносу стало відомо, що Ян Бернардоні постійно самовдосконалювався.

### У Несвіжі

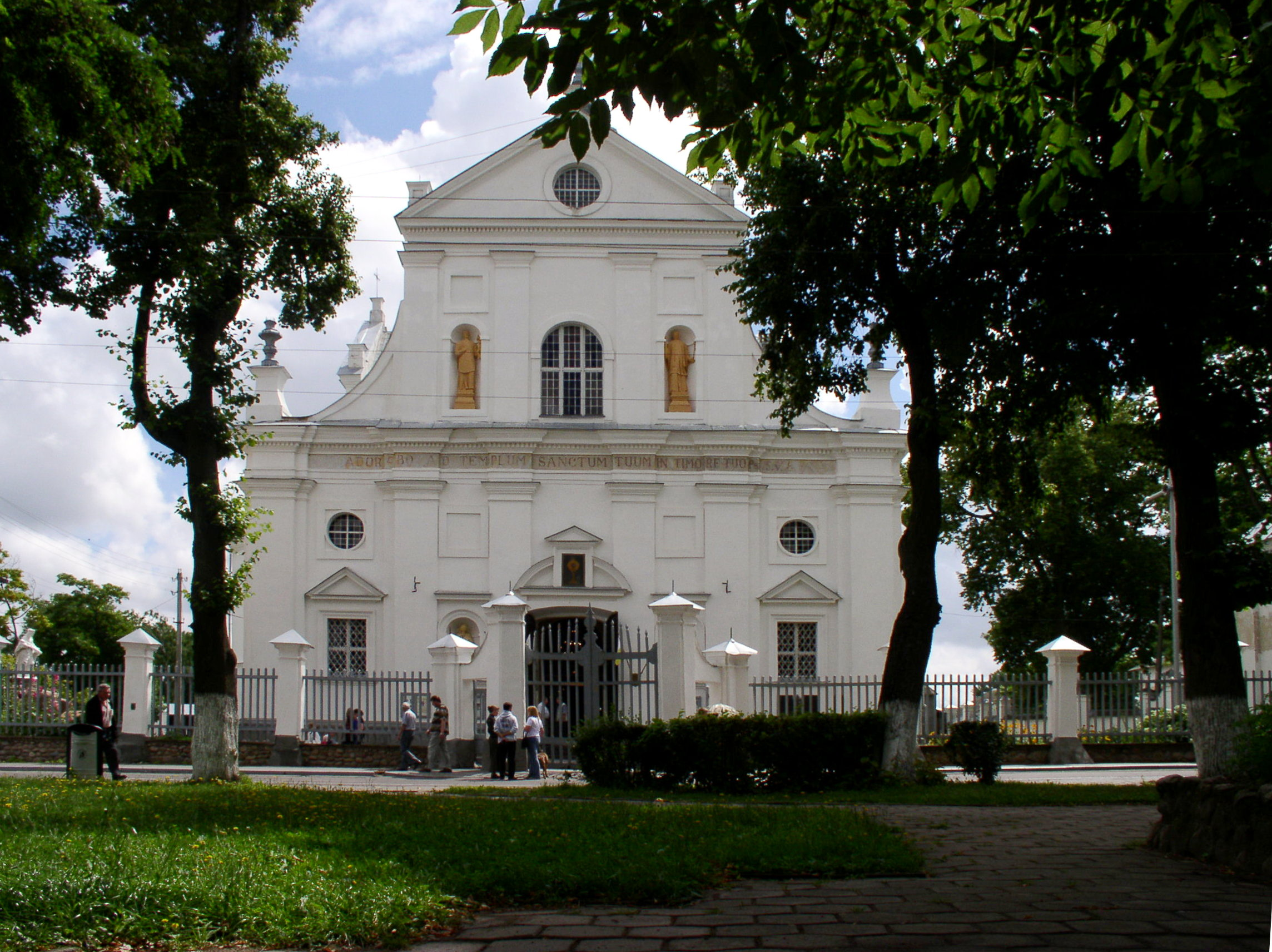
Костел Божого тіла, Несвіж. Фото 2005 р.

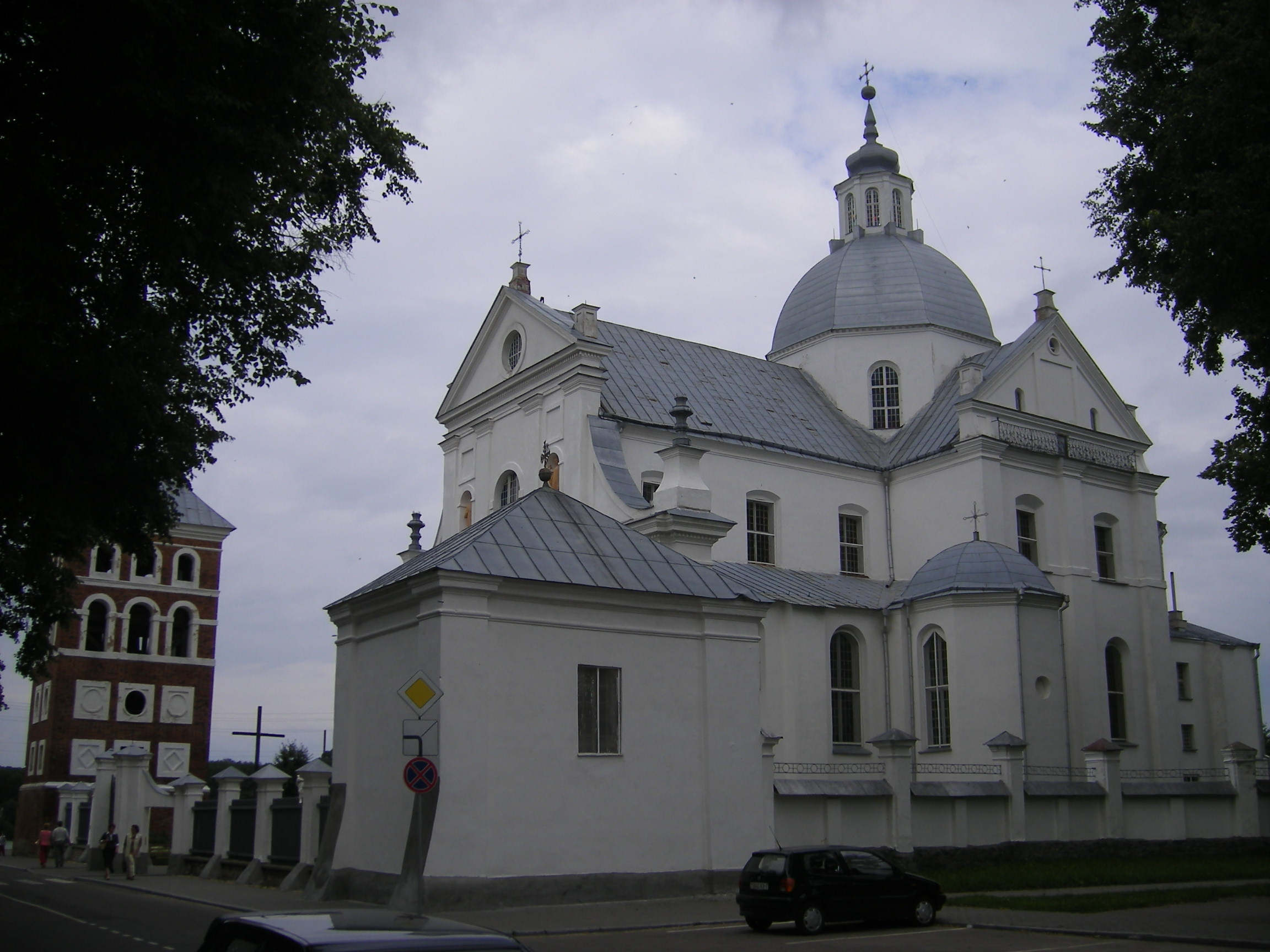
Бічний фасад костела та цегляна дзвіниця, фото 2006 р.

Через керівництво ордену опинився далі на схід — у резиденції однієї з гілок роду князів Радзивіллів, у Несвіжі. Як і Сапега, Микола Радзивілл «Сирітка» був протестантом. М. Радзивілл «Сирітка» багато подорожував, був в Італії і Римі, на Близькомі Сході. В Несвіжі за нього відкрили шпиталь, школу, фундували декілька виробництв, 1562 року відкрили друкарню, завдяки якій в країні з'явились перші книги білоруською. Наново перебудовується і місто, що стає невеличким, але європейського зразка. В Римі М. Х. Радзивілл «Сирітка» перейшов на католицтво. І по поверненню в Несвіж задумав вибудувати новий костел. За магнатом пильнували єзуїти, котрі порадили власного архітектора.
Джерел щодо перебування Бернардоні в Несвіжі збережено небагато. Відомо, що проектував костел всередині 1586 року, відразу по прибуттю до міста. Водночас йому доручили нагляд за будівництвом місцевого колегіума, проект якого був створений ще в Римі. Вже 1587 року заклали підмурки під новий костел. 1590 року мури костелу підвели під дахи, залишилось створити баню. Обережні єзуїти викликали в Несвіж архітектора Джузеппе Бріціо, що прибув взимку 1591-го та оглянув споруду. Ймовірно, він був обізнаніший в побудові бань. 1593 року будівництво костелу Божого тіла було закінчене. Костел освятили 1 жовтня 1601 року — вже без архітектора. Тепер відомо, що Микола Радзивілл Сиротка з побудовою костелу випередив навіть краківських єзуїтів.
Так костел у Несвіжі став першим на землях Білорусі зразком в стилі римського бароко — фарний, що став шедевром архітектури Білорусі і Європи взагалі. Фрески Фарного костелу в Несвіжі доби бароко належать до найкращих зразків на теренах Білорусі і країн СНД. За припущеннями істориків, автор фресок — Юзеф Хеске, що використав композиційні знахідки П. П. Рубенса.
Задіяний на будівництві костелу, Бернардоні будував Несвізький колегіум у два етапи: в 1586–1588 та в 1593–1599 роках.

### У Кракові

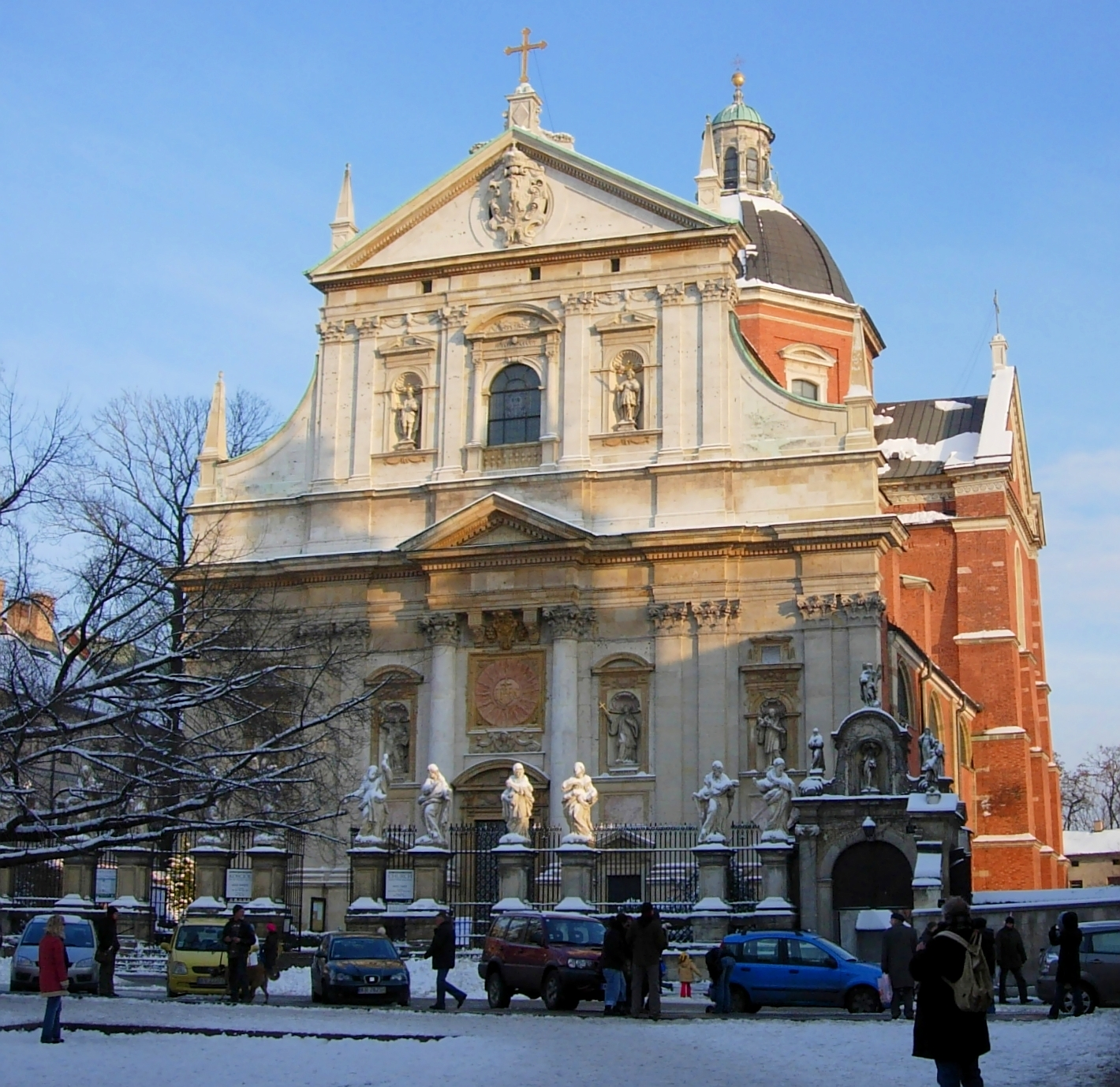
Костел Апостолів Петра і Павла, Краків. Фасад — арх. Джованні Баттіста Тревано.

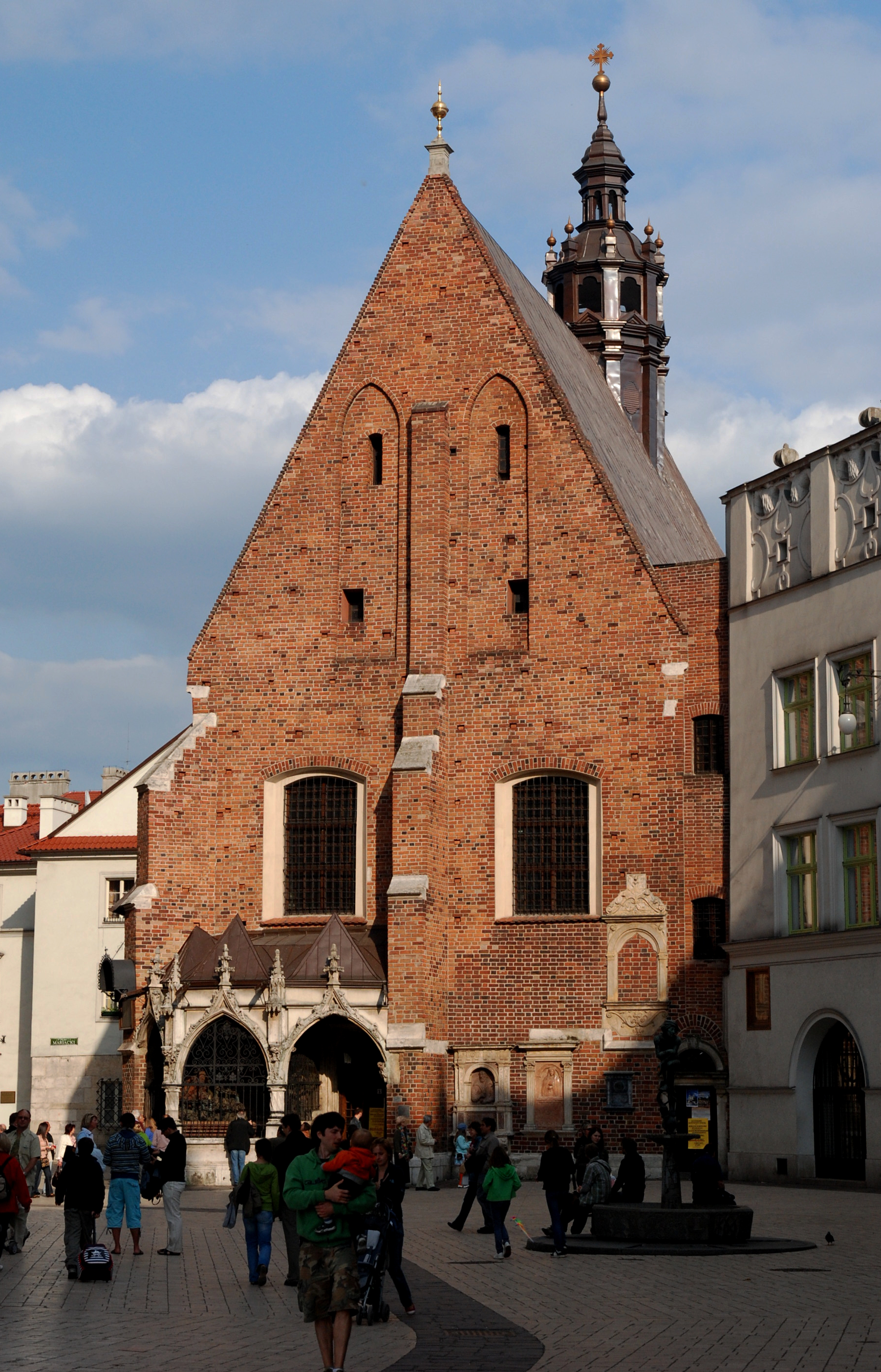
Костел св. Варвари, Краків, головний фасад

Майстер прибув в Краків в травні 1599 року. Його задіяли в будівництві єзуїтського костелу Апостолів Петра і Павла, будувати який розпочав архітектор Джузеппе Бріціо, котрий встиг створити лише підмурки (за іншою версією, через погано вимуруваний фундамент міг завалитись). На його будівництві працював до власної смерти 19 жовтня 1605 року. Костел він встиг вибудувати до дахів, були готові склепіння і сам дах, недобудованою залишалась баня. По смерті Бернардоні храм оглянула комісія архітекторів. Храм добудували в 1608 році.
Окрім костелу Апостолів Петра і Павла у Кракові, опікувався будівництвом монастиря і костелу францисканців в Зебжидовицях (чи бернардинів у Кальварії Зебжидовській). Був похований в костелі святої Варвари Кракова.

## Креслення архітектора в Україні
Призабутого майстра почали згадувати в польських виданнях ще 19 століття. Цікавість до майстра та його творчості набула певного рівня в повоєнні роки в середині 20-го. По архітектора-єзуїта почали друкувати матеріали навіть в безбожному СРСР.
1984 року письменником Георгієм Галенчанком (фахівцем з білоруських старожитностей) було зроблене відкриття в Національній бібліотеці України імені В. І. Вернадського. Письменник вивчав рукописи відділу манускриптів в бібліотеці міста Київ, що стосувалися минулого Білорусі. Низка креслень невідомого архітектора була визнана оригіналами саме Дж. М. Бернардоні, бо висвітлювала його період праці в місті Несвіж. Тоді ж (1984 року) низка креслень архітектора отримала робочу назву «Альбом Бернардоні».
1999 року в Римі професор з Варшави Єжи Ковальчик видав збірку матеріалів, присвячену Яну Марії Бернардоні. Окрім інших матеріалів, в збірку увійшли всі сторінки київського «Альбому Бернардоні». Адже італійський майстер переніс на слов'янські землі дух пізнього італійського Відродження, дух і знахідки шанованого Джакомо да Віньола — з його раціональністю, точним математичним розрахунком, шляхетною відмовою від зайвого декору, притаманного спорудам раннього бароко (на відмінну від пишних зразків розвиненого «стилю єзуїтів» 17-18 століть).

## Вибрані твори

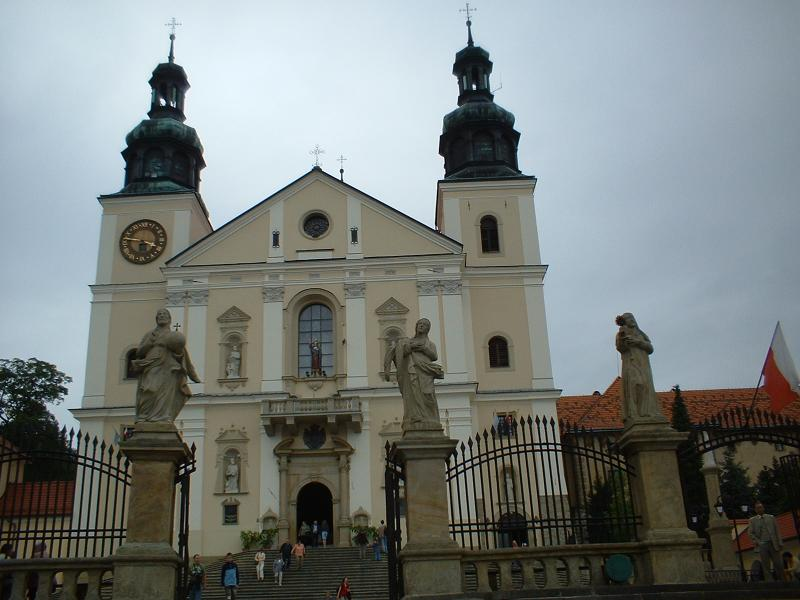
Монастир і костел францисканців у Зебжидовицях

- Костел Божого тіла (фарний костел), (1587—1593) Несвіж
- Костел святого Войцеха, (1592—1597), Каліш
- Костел святого Адальберта
- Костел Богоматері янголів
- Костел Апостолів Петра і Павла, (1597—1619), Краків
- Костел святого Казимира, (1604—1616), Вільно
- Монастир і костел францисканців у Зебжидовицях (1597—1605)